# Speocropia fernae
Speocropia fernae är en fjärilsart som beskrevs av Benjamin 1933. Speocropia fernae ingår i släktet Speocropia och familjen nattflyn. Inga underarter finns listade i Catalogue of Life.